# Our Extended Play
Our Extended Play — пятый мини-альбом британско-филиппинской певицы и автора-исполнителя Беатрис Кристи Илехай Лаус, более известной как Beabadoobee, вышедший 24 июня 2021 на английском независимом лейбле Dirty Hit. Ему предшествовал сингл «Last Day On Earth». Мини-альбом (EP) стал совместной работой Beabadoobee, Мэтти Хили и Джорджа Дэниела, участников группы The 1975.

## Отзывы
| Совокупная оценка | Совокупная оценка |
| Источник          | Оценка            |
| ----------------- | ----------------- |
| Metacritic        | 81/100            |
| Оценки критиков   |                   |
| Источник          | Оценка            |
| Clash Music       | 7/10              |
| NME               | [ 3 ]             |
| Pitchfork         | 7.1/10            |

Альбом получил положительные отзывы музыкальных критиков и интернет-изданий. По данным агрегатора рецензий Metacritic альбом Beatopia получил «в целом благоприятные отзывы» на основе средневзвешенной оценки 81 из 100 баллов из 5 рецензий критиков, что свидетельствует о «всеобщем одобрении».
Томас Смит из NME написал, что «треки предлагают более острую, сфокусированную композицию и продюсирование, которое преодолевает разрыв между ее гранжевыми ранними работами и потенциально поп-ориентированным будущим». Он отметил, что EP — это «проект, который будет полезен и слушателям, и, судя по звукам, артистам».
Пит Тозиелло из Pitchfork описал «Cologne» как «жеманную и сиропную» и сказал, что «He Gets Me So High» имеет «жизнерадостную аранжировку».

## Список композиций
| №                   | Название             | Длительность |
| ------------------- | -------------------- | ------------ |
| 1.                  | «Last Day On Earth»  | 3:43         |
| 2.                  | «Cologne»            | 2:44         |
| 3.                  | «Animal Noises»      | 3:34         |
| 4.                  | «He Gets Me So High» | 2:45         |
| Общая длительность: | Общая длительность:  | 12:47        |